# Искаков, Сапар Искакович
Сапар Искакович Искаков (род. 5 августа 1941) — инженер-строитель, конструктор, архитектор.

## Биография

### Образование
Окончив в 1958 году с отличием среднюю школу в городе Аркалыке, в этом же году году поступил в Бугурусланское лётное училище ГВФ (Гражданский Воздушный Флот), а с сентября 1962 по февраль 1963 года учился в Киевском институте ГВФ (механический факультет).
В 1964 году продолжил учёбу в Карагандинском политехническом институте (ныне Карагандинский государственный технический университет) по специальности «инженер-строитель», который окончил в 1965 году. Дипломную работу защитил на отлично и проходил специализацию в Московском инженерно-строительном институте по специальности «Экономика и финансы в строительстве».

### Деятельность
С 1966 по 1968 год работал инженером-конструктором в Карагандинском домостроительном комбинате. В 1968 году переехал в город Аркалык, где трудился прорабом, начальником участка треста «Тургайалюминстрой», а с 1970 года был главным архитектором города.
В 1971 году, в связи с образованием новой Торгайской области, был приглашен на работу в облисполком начальником управления капитального строительства, принимал активное участие в строительстве особо важных объектов народного хозяйства в Аркалыке и области. В 1977 году обком партии направляет его на работу в систему сельского строительства, главным инженером треста «Тургайсельстрой-15». С 1981 по 1983 год Искаков работал на строительстве в Алматы и Гурьеве (ныне Атырау) руководителем в различных строительных организаций.
В 1983 году работал в системе «Минтяжстрой» заместителем управляющего треста «Тургайалюминстрой». С 1987 по 1990 год работал директором проектного института «Казремжилпроект».
Его труд в строительстве был отмечен почетными грамотами Минсельстроя и Минтяжстроя Казахской ССР, а также Торгайского облисполкома. В 1983 году он получил звание «Заслуженного строителя Казахской ССР». Более ста экспонатов о его трудовой деятельности выставлены на стендах музея города Аркалыка и Музея им. А. Иманова в селе Амангельды Костанайской области. Сапар Искакович является членом Союза строителей РК, удостоен звания «Почетного строителя РК». С 2011 года является Почетным гражданином города Аркалыка и Амангельдинского района Костанайской области. Награждён медалью «Қазақ ұлт-азаттық қозғалысына 100 жыл (1916—2016)» и медалью «90-летию Амангельдинского района».

### Бизнесмен
С 1991 года Сапар Искаков занялся бизнесом и организовал малое строительное предприятие МП «Омар», участвовал в период с 1991 по 1994 год в ликвидации последствий землетрясения в районе Зайсан.
За это время построена целая улица жилых домов, впоследствии, которая была названа в честь строителей из Торгая — улицей «Торгайская», из них два дома построены в счет благотворительности.
За 1991—1997 гг. МП «Омар» построено много объектов в г. Аркалыке и области, построена собственная производственная база, произведена реконструкция завода ЖБК, восстановлен за счет собственных средств один из отдаленных аулов, жители которого полностью погибли во время голодомора 1931—1932 гг. в Амангельдинском районе Торгайской области.
В 1998 г. он со своей семьей переехал в г. Астану, где организовал частное строительное предприятие ТОО «Тлеп». За годы активной деятельности предприятием построены 9-эт. 54 -кв. жилой дом для «Казахойла»; 5-эт. 44-кв. жилой дом; гостиница «Баян-Сулу»; 3-эт. 24-кв. жилой дом «Астана-Финанс»; произведена реконструкция здания Казахско-Турецкого Банка «IBA»; построены 6-эт. 10-кв. жилой дом, 4-эт. 8-10 кв. и 5-эт. 28-кв. жилые дома. Строительство концертного зала «Тілеп қобыз Сарайы» на 400 мест в г. Астане завершено 29 июня 2012 г. и торжественно открыто с участием Президента РК Н.Назарбаева на день города Астаны.
Его труд в строительстве и в бизнесе отмечен в книге «КТО есть КТО в Казахстане» и «Строительная отрасль Казахстана» за 2004, 2005 и 2007 годы.
Награждён Международной «Золотой медалью» в г. Женеве (Швейцария) в 2003 г.за строительство оздоровительного центра «Арасан» в г. Астане.
В 2006 г. он стал победителем конкурса «Деловой человек — Астана 2006 г.» и награждён Хрустальным кубком акима Астаны.
В 2008 г. награждён медалью «10-летие Астаны».
Более 100 экспонатов о его трудовой деятельности выставлены на стендах Музея городского Ф-ла Госархива РК и Музея истории Астаны, включен в «Летопись Астаны».
В 2011 г. он избран Академиком Международной экономической академии Евразии (г. Алматы) за вклад в развитие экономики Казахстана.
В 2016 г. награждён медалью «Қазақ хандығына 550 жыл (1465—2015)». В 2019 г. награждён Золотой медалью «Кобыланды».

### Меценат
В 2003 г. он создал благотворительный фонд «Тілеп», который постоянно оказывает помощь обществам престарелых и инвалидов и т. д. Организовал в 2004 г. детский дом семейного типа имени «Дамели» (своей матери) для детей сирот (8 детей +1 мама), построил для них за счет личных средств два коттеджных дома на территории Детской деревни «SOS Киндердорф» г. Астана. Оказал финансовую помощь Министерству образования РК в 1992 г. по отправке пятерых детей в США по программе АФС.
Создал общественный благотворительный фонд имени «Аль-Фараби и Султана Бейбарса» для организации строительных и реставрационных работ мемориального комплекса Аль-Фараби (г. Дамаск), мечети Аз-Заһир Султана Бейбарса (г. Каир) и его мавзолея с библиотекой (г. Дамаск). Он занимался также финансированием перевода с арабского на казахский язык книги Аль-Фараби «Большая книга о музыке».
В 2011 г. создан общественный Фонд имени Сагадата Нурмагамбетова. Он является Президентом Астанинского филиала.
В рамках празднования 25-летия Независимости Республики Казахстан, в 2016 году организовал Фестиваль-конкурс среди кобызистов из 28 стран Мира, а в 2018 г. организовал фестиваль-конкурс кобызистов из 36 стран Мира.
Он признан «Меценатом столетия», и его имя вошло в «Золотой фонд нации» (Москва).
Награждён почетным дипломом Президента РК за благотворительную деятельность в культурной и гуманитарной сферах в 2006 г.
В 2016 г. награждён Орденом «Парасат» (Казахстан) и медалью «Кейкі батыр».
Сапар Искакович выступал спонсором многих концертных программ, в том числе ансамбля народных инструментов им. «Тлепа», лауреата конкурса международного фонда им. Владимира Спивакова (г. Москва 2004 г), квартета кобызистов «Тлеп», лауреата международного конкурса «Шабыт» и международного фестиваля джазовой музыки в Австралии (Сидней-2005 г.) и фестиваля народной музыки (Испания-2006 г.).
По инициативе Сапара Искакова был создан этно-фольклорный ансамбль «Көк түріктер», состоящий из профессиональных артистов. В 2013 г. ансамбль стал обладателем Гран-при XVI Международного конкурса «Шабыт» в номинации «Народная музыка», а в 2014 году занял I место в Международном конкурсе «Organ Art». Ансамбль также узнаваем зарубежному зрителю: в 2014 г. состоялись гастроли в городах Дубай и Абу-Даби (ОАЭ), в 2015 г. в зале штаб-квартиры ЮНЕСКО в Париже (Франция), принимали участие в Летнем XVII фестивале искусств в г. Будапеште (Венгрия).
Сапар Искаков выступил в течение трех лет Генеральным спонсором международного конкурса казахской песни «Астана-Тлеп», который проходил в г. Астане в 2005, 2006, 2007 гг., участниками конкурса стали представители более 35 стран мира.
Он также учредитель ежегодных призов им. «Тілеп» по восьми номинациям республиканского конкурса «Шабыт» в г. Астане и двух призов за лучшее исполнение произведений композиторов РК на международном конкурсе скрипачей в г. Уральске (ЗКО), а также двух призов на конкурсе вокалистов им. К.Байсеитовой и восьми призов на конкурсе им. «Курмангазы» и т. д.
В 2008 г. по его заказу создан Карлом Дженкинсом концерт для скрипки с оркестром «Сарықыз», презентация которого прошли в г. Нью-Йорке (Линкольнцентр) 19.01.2009 г., в Мумбае (Индия) и г. Алматы (РК) в феврале 2009 г., и в городах Белоруссии (Минск), России и РК в 2009—2010 гг. По его инициативе композитором Эрраном Коеном (Великобритания) написано музыкальное произведение «Зере», презентация которого состоялась в Лондоне в мае 2007 г.

### Журналист и продюсер документальных фильмов
Сапар Искакович является издателем-редактором ежеквартального научно-популярного журнала по туризму «Очарованный странник» с 2004 года и журнала в журнале «Астана» «Сапар-Саяхат» с 2006 г. Издал свои пять книг: «Очарованный странник», «Восьмое чудо света, или мир глазами туриста», «Путешествие вокруг Света», «Планета Земля», «Кругосветное путешествие за 119 дней». Печатается в журнале «Соқпақ — Тропинка» и т. д.
Он — организатор телепередач по туризму на республиканских телеканалах. В настоящее время выходят десятки оригинальных программ «Тур-де-Хабар» для тех, кто любит путешествовать, знакомиться с культурой, обычаями и традициями, интересуется историей и кто хочет узнать как живут народы в разных городах и странах, а с 2017 г. серия телепередач документальных фильмов «Бабалар ізімен» (По следам предков) на телеканале «Kazakh TV». Всего выпущено более 100 документальных фильмов и телерепортажей из более чем 50 стран Азии, Африки, США и Латинской Америки, с 2018 г. совместный проект с Майей Бекбаевой «Тайны. Судьбы. Имена» (10 фильмов).
Историк-исследователь, руководитель научной экспедиции «Бабалар ізімен» (Trails of nomads)
За 5 лет (2016—2021 гг.) побывали в 50 странах Мира (Европа, Азия. Африка, Америка), где остались следы наших Великих предков. Из них в 23 странах они сидели на троне правителей этих государств (Россия, Азербайджан, Армения, Грузия, Гагаузия, Украина, Литва, Австрия, Германия, Венгрия, Италия, Франция, Монголия, Кыргызстан, Узбекистан, Сирия, Египет, Индия, Япония, Южная Корея, Китай, Саудовская Аравия, Иран, Турция, Израиль, Иордания, Ливан, Румыния, Греция, Белоруссия, Польша, США, Вьетнам, Индонезия, Мьянма, Болгария, Англия).

## Награды
- Орден «Парасат»
- Орден «Курмет»
- Почётный диплом Президента Республики Казахстан за благотворительную и спонсорскую деятельность в культурной и гуманитарной сферах в 2005—2006 годах (18 октября 2006 года)[1]
- Человек года" — «Алтын Адам» (2006, 2008)
- звание «Патриот года» (2008)